# Вендинг

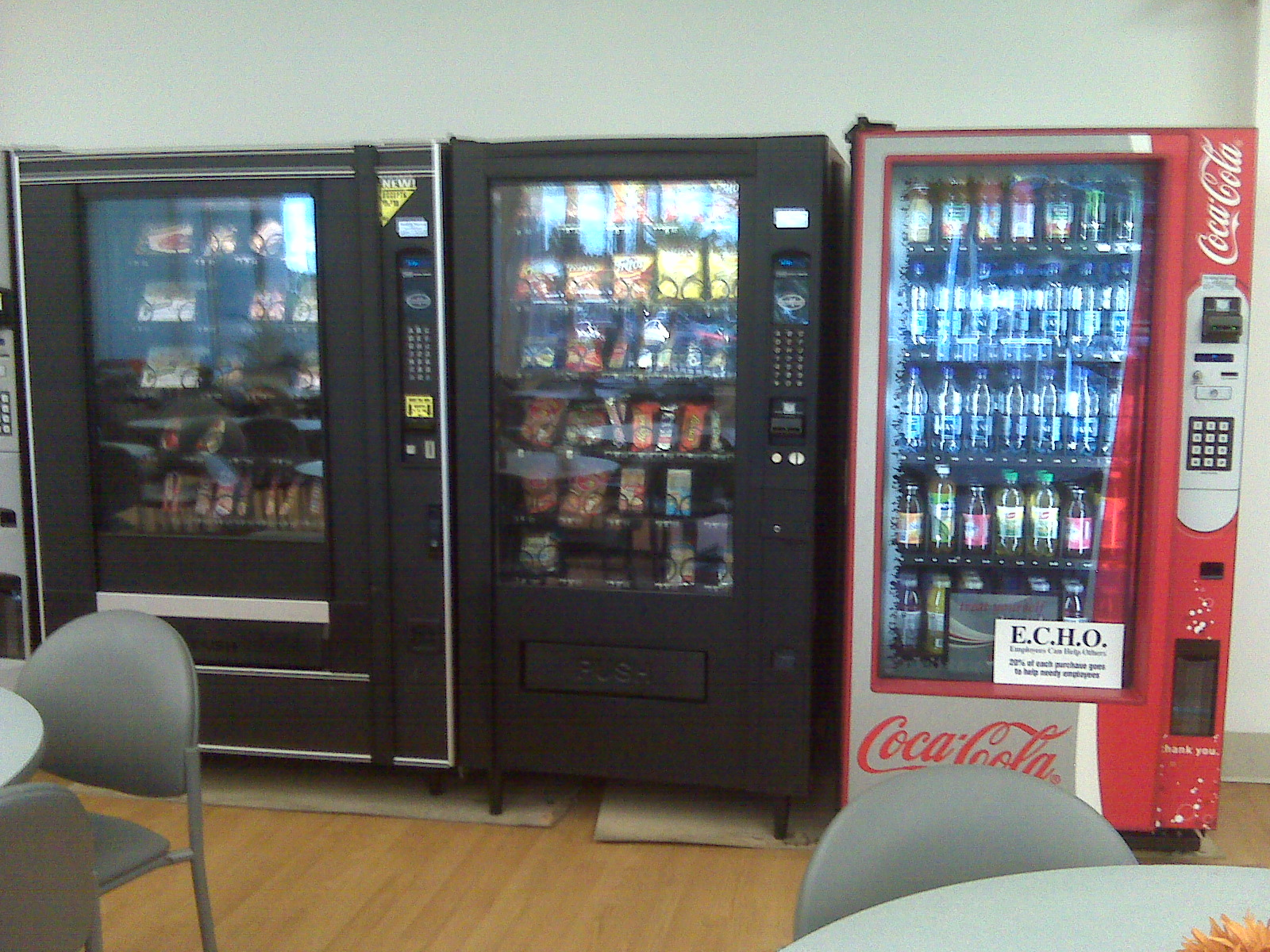
Повна лінія машин у кафе шпиталю у Флориді. Включає машини по продажу напоїв, снеків заморожених продуктів та банкомата

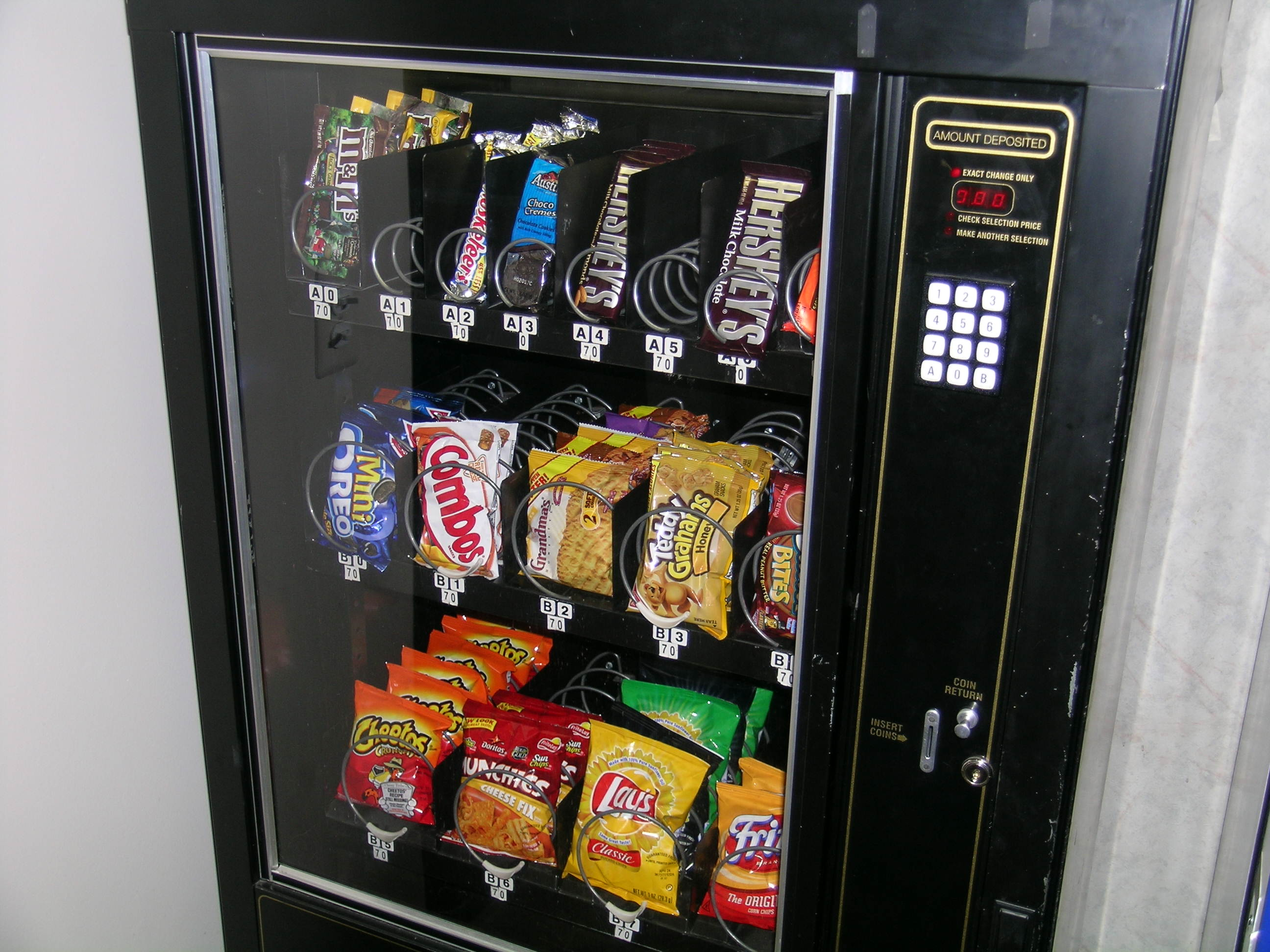
Типовий американський вендінговий автомат

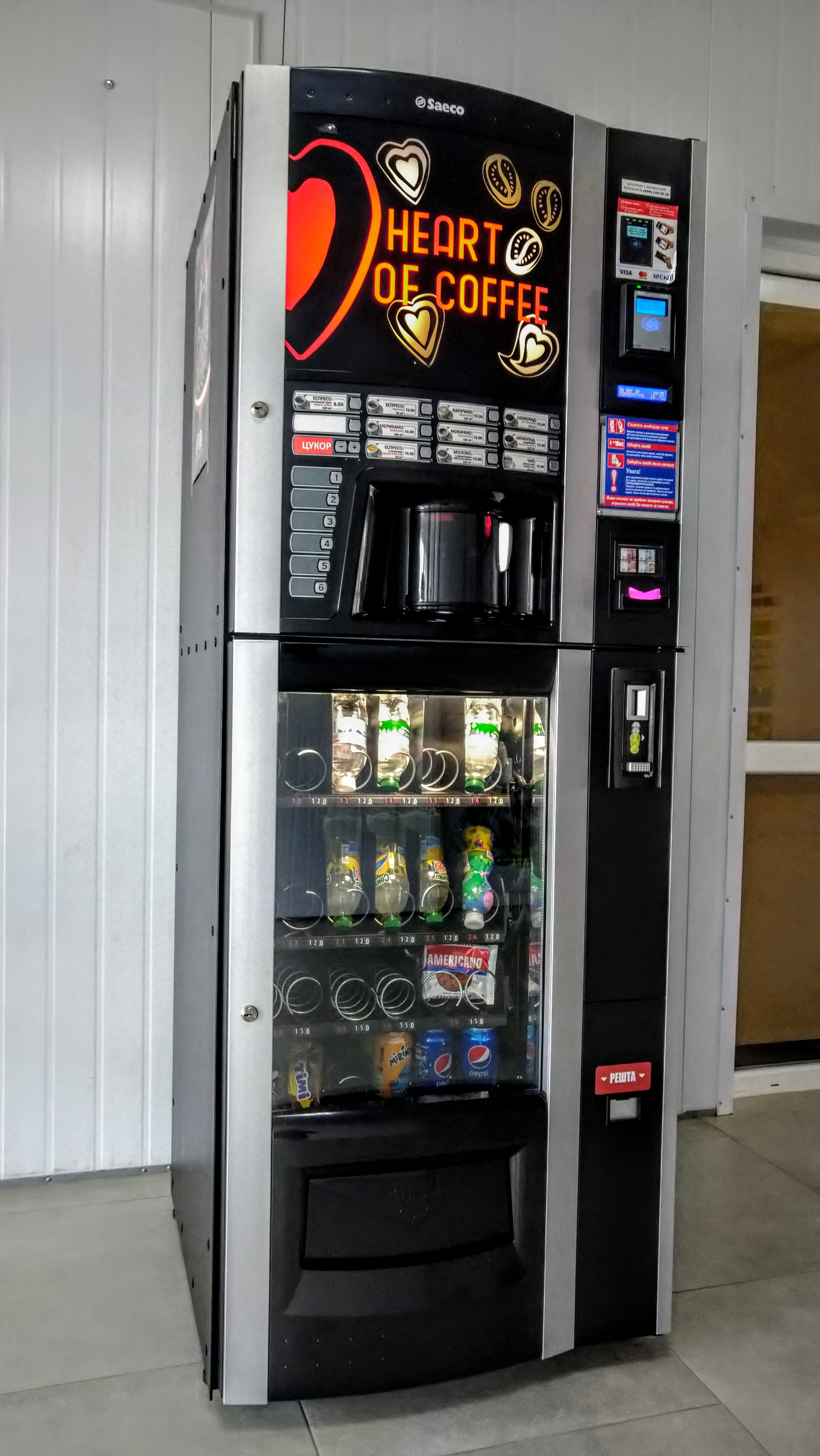
Сучасний вендинговий автомат

Ве́ндинг (англ. vending від vend — «торгувати (через автомати)») — це продаж товарів і послуг за допомогою автоматизованих систем (торгових автоматів). Набув широкого поширення в світі як зручний і не дуже вимогливий спосіб вести торгівлю або надавати послуги.

## Світовий ринок вендингу

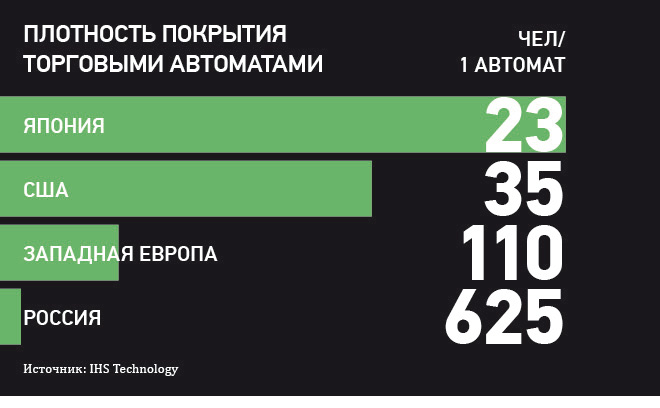

### США
У 2001 обсяг вендінгу в США склав $ 24,34 млрд (у 1992 — $ 17,4 млрд). Понад 35% торгових автоматів в США встановлено на промислових підприємствах, 27% — в офісах, 9% — в навчальних закладах, приблизно по 5% припадає на готелі, ресторани і лікарні, 12% розміщено в публічних місцях. За даними Міністерства праці США, один торговий автомат щогодини приносить своєму власнику в середньому $ 70,58. Лідерами продажів, за даними на 2001, є прохолодні напої (28,2% — $ 6,86 млрд) і цукерки (24,9% — $ 6 млрд).

### Європа
У Європі, за даними EVA (англ. European Vending Association) , встановлено 4,5 млн торгових автоматів. Щорічно через них продається товарів на $ 20 млрд. На думку аналітиків, цей показник збільшується на 5-10% в рік. Серед європейців найбільше торговими автоматами користуються німці. У Німеччині понад 2 млн таких машин. У Сполученому Королівстві — близько 500 000. Влітку 2002 у Манчестері відкрився перший в країні автоматичний супермаркет, в якому представлено 150 найменувань товарів.

### Японія
В Японії автомати відіграють чи не найголовнішу роль у сфері продажів. Кількість таких машин в країні — 5,6 млн (1 автомат на 23 жителя). Найпоширенішими є автомати з продажу напоїв (понад 2,6 млн). Обсяг ринку — близько $ 60 млрд (найбільший в світі).

### Світ
По всьому світу встановлені і працюють близько 20 млн різних торгових автоматів. При цьому в Росії один продовольчий вендинговий автомат припадає на 100 000 осіб, тоді як в Європі — на 120 осіб, в США — на 20 осіб